# گل‌ویران
گل‌ویران یکی از روستاهای استان آذربایجان شرقی است که در دهستان چاراویماق مرکزی بخش مرکزی شهرستان چاراویماق واقع شده‌است.این روستا ۸۳ نفر جمعیت دارد.

## موقعیت جغرافیایی
این روستا با روستاهای آلتنجی ، حاجی کندی، قوشقوان ، دبردان ،آلله کندی ؛ احتمالاً چوبدار کندی و قوجور وقره آغاج و احتمال ضعیف تر با قینرجه همسایه می‌باشد. 

## کشاورزی و‌ آب و هوا
مهمترین کشت و زرع این روستا گندم ونخود می‌باشد، که عمده محصولات آن دیمی می‌باشد. البته درختان میوه بالاخص سیب و به ویژه زرد آلو سه گوشه روستا را فرا گرفته و سنجد فراوانی نیز در این روستا وجود داشت. در حدود بیست رشته چشمه در محدوده این روستا بود که  تقریباً چهار رشته در دسترس اهالی روستا قرار داشت که اهالی روستای گل ویران قبل از لوله کشی از آن بهره‌برداری می نمودند. در دهه شصت آب یکی از چشمه‌ها از حدود چهار کیلومتری به این روستا منتقل شد و به وسیله لوله کشی ، آب شرب در اختیار اهالی قرار گرفت. رود این روستا که در حال حاضر (دهه نود) خیلی کم آب شده‌است. در سنوات گذشته بالاخص دهه پنجاه و شصت زیستگاه ماهی  فراوان بود. در همان سنوات یکی از تفریحات اهالی  بالاخص جوانان ،صید ماهی از  این رودخانه بوده‌است. 
در حدود دو کیلومتری این روستا ، صخره سنگ بزرگی شبیه به شتر بود که سنگ دیگری نیز در بالای آن قرار داشت، لذا به آن منطقه « دوه داشی» می گفتند. این سنگ شبیه شتر بود. تا دهه شصت یک تفکر خرافاتی وجود داشت که این سنگ ، یک شتر بوده و به سنگ تبدیل شده‌است. ولی بعد از آن افرادی که به دنبال گنج می گشتند ، اطراف آن را به شدت کنده و سنگ کوچک بالای صخره سنگ را انداختند، این تفکر شایع شد که در اطراف این سنگ گنج پنهان کرده بودند و سنگ کوچکتر بالای صخره نیز به عنوان یک نشانه بوده‌است.

## آثار باستانی
در مقابل روستا، صخره‌ای کنده کاری شده  ، قرار داشت ،که مقابلش صاف بود مردم اهالی  به علت رنگ زردش به آن « ساری پیر» ( پیر زرد رنگ ) می گفتند که برای حاجت گرفتن به آن نذر می نمودند. این پیر نیز به مرور زمان و به علت عدم توجه و احتمالاً  کم لطفی بعضی‌ها تخریب شد. به نظر می رسد که آثاری از آتش پرستی و شاید زرتشتی در این صخره بود ، چرا که  چراغ‌های زیادی در آن قرار داشت. و موقعیت آن بیشتر به معبد زرتشتان شبیه بود تا مسلمانان.اهالی بالاخص زنان ، در داخل آن چراغ روشن می نمودند تا حاجتشان را بگیرند. مقابل صاف این صخره سنگ اجازه نشستن را به اهالی می داد. از مقابل آن نیز یک نهر آبی رد می شد.